# 松村孫兵衛 (地本問屋)
松村 孫兵衛（まつむら まごべえ、生没年不詳）とは江戸時代の地本問屋である。

## 来歴
安永から天明期にかけて日本橋通油町において地本問屋を営業している。富川房信作画の黄表紙などを出版している。

## 作品
- 『妖怪末広遊』2巻 黄表紙 富川房信画 安永ころ
- 『軍法伊沢硯』 黄表紙 安永4年